# Carolien Driessen-Reinders
Carolien Driessen-Reinders (Elburg, 27 augustus 1968) is een Nederlandse golfprofessional.
Driessen is al vroeg in haar leven met sport begonnen. Ze deed de CIOS-opleiding in Heerenveen van 1986-1990. Daarna mocht ze lesgeven in badminton, squash en zwemmen maar ze werd tennislerares (A&B-licentie) op de tennisclub in Elburg.
In 1996 begon zij op Golfclub Dorhout Mees met golf. Daarna werd ze lid op Golfclub Golfresidentie Dronten en in 2004 speelde ze competitie in de hoofdklasse voor Golfclub Zeewolde. In 2004 werd zij Nationaal Kampioen Foursome samen met S. Drenkelford.

## Professional
In 2005 werd Carolien Driessen professional, maar heeft als speelster geen resultaten behaald.
In 2005 en 2006 speelde zij het KLM Open.